# Zimiromus canje
Zimiromus canje är en spindelart som beskrevs av Norman I. Platnick och Mohammad U. Shadab 1979. Zimiromus canje ingår i släktet Zimiromus och familjen plattbuksspindlar.
Artens utbredningsområde är Guyana. Inga underarter finns listade i Catalogue of Life.